# モンドインテロ
モンドインテロ（欧字名:Mondo Intero、2012年2月2日 - ）は、日本の競走馬。主な勝ち鞍は2019年のステイヤーズステークス。
馬名の意味は、イタリア語で「ユニバーサル、世界中。母名より連想」。

## 戦績

### デビュー前
2012年2月2日、北海道安平町のノーザンファームで誕生。一口馬主法人「シルクホースクラブ」より総額5000万円（一口10万円×500口）で募集された。

### 3歳（2015年）
1月10日の3歳新馬（中山ダート1800m）でデビュー。タイム差なしの3着に入る。2戦目の3歳未勝利を向こう正面から捲る競馬で最後は4馬身差をつけて勝利し、初勝利を飾る。3戦目の早苗賞から芝を使われ、後方2番手から上り最速の脚で差し切り快勝、連勝を飾る。3か月後、信濃川特別は4着、続く精進湖特別も4着に敗れたが、高雄特別を人気に応えて1馬身半差をつけて1着、準オープンに昇級を決めた。

### 4歳（2016年）
4歳初戦、松籟ステークスを好位から抜け出す競馬で勝利し、連勝でオープン入りとなる。重賞初挑戦となったダイヤモンドステークスは勝ち馬から3.0秒離れた6着に終わった。続くメトロポリタンステークスは6頭立ての4番手から直線で抜け出して1着、オープン初勝利を挙げる。次走、目黒記念は接戦のなか5着に敗れる。その後は札幌日経オープンに出走、道中後方から2周目3コーナーで外から進出し、最後はトゥインクルを捕えて1着、6勝目を飾る。3か月後、1番人気で挑んだアルゼンチン共和国杯は4着となり、重賞制覇を逃す。続くステイヤーズステークスは後方から追い込み3着に入った。

### 5歳（2017年）
5歳初戦、日経新春杯は勝ったミッキーロケットに2馬身差の3着、GI初挑戦となった大阪杯は8着に敗れた。続く目黒記念も8着に終わったが、1.7倍の断然人気で挑んだ札幌日経オープンを道中は後方追走から、直線で前を差し切って連覇を達成した。その後はオールカマーに進み9着と惨敗。チャレンジカップは大接戦のなか4着に敗れた。

### 6歳（2018年）
ハンデ57㎏で出走した日経新春杯は7着に敗れる。3年ぶりとなるダート戦となった仁川ステークスは8着、さらにアンタレスステークスは15着と不振が続いた。次走、鳴尾記念は6着、3連覇に挑んだ札幌日経オープンは5着とそれぞれ敗れる。その後、予定していた札幌記念を自重し、京都大賞典に進み9着、ステイヤーズステークスは好位で粘り3着と好走した。

### 7歳（2019年）- 8歳（2020年）
8か月ぶりのレースとなり、4年連続出走となった札幌日経オープンは6着に終わる。続く丹頂ステークスは8着に敗れた。3か月後、ステイヤーズステークスは好位の外を追走すると粘るエイシンクリックを交わし、追い込んできたアルバートを3/4馬身振り切って1着、7歳にして重賞初制覇となった。
その後は脚部不安により、実戦から離れていたが、10か月半ぶりのレースとなった京都大賞典は最下位の16着と大敗。連覇が懸かっていたステイヤーズステークスを予定していたが、右前の脚部不安により回避となり、そのまま引退となった。2020年12月3日付で競走馬登録を抹消。

### 引退後
引退後はノーザンホースパークで乗馬となった。2024年12月、岡山県真庭市のオールド・フレンズ・ジャパンに移動。

## 競走成績
以下の内容はnetkeiba.comの情報に基づく。
| 競走日     | 競馬場 | 競走名               | 格       | 距離（馬場）  | 頭 数 | 枠 番 | 馬 番 | オッズ （人気） | 着順 | タイム （上がり3F） | 着差 | 騎手          | 斤量 [kg] | 1着馬（2着馬）         | 馬体重 [kg] |
| ---------- | ------ | -------------------- | -------- | ------------- | ----- | ----- | ----- | --------------- | ---- | ------------------- | ---- | ------------- | --------- | ---------------------- | ----------- |
| 2015.01.10 | 中山   | 3歳新馬              |          | ダ1800m（良） | 12    | 4     | 4     | 004.20（2人）   | 03着 | R1:57.4（39.4）     | -0.0 | 0武士沢友治   | 56        | タイヨウノコ           | 478         |
| 0000.03.15 | 中山   | 3歳未勝利            |          | ダ1800m（良） | 15    | 1     | 1     | 001.70（1人）   | 01着 | R1:56.7（38.6）     | -0.7 | 0戸崎圭太     | 56        | （シンボリセザンヌ）   | 480         |
| 0000.05.23 | 新潟   | 早苗賞               | 500万下  | 芝1800m（良） | 14    | 3     | 4     | 003.00（1人）   | 01着 | R1:46.1（33.5）     | -0.6 | 0田辺裕信     | 56        | （アクセラレート）     | 492         |
| 0000.08.23 | 新潟   | 信濃川特別           | 1000万下 | 芝2000m（良） | 8     | 5     | 5     | 002.60（1人）   | 04着 | R1:59.8（33.1）     | -0.4 | 0吉田隼人     | 54        | ティルナノーグ         | 486         |
| 0000.11.01 | 東京   | 精進湖特別           | 1000万下 | 芝2000m（良） | 17    | 7     | 14    | 003.70（1人）   | 04着 | R2:00.3（33.6）     | -0.5 | 0C.ルメール   | 54        | ブリュネット           | 480         |
| 0000.11.28 | 京都   | 高雄特別             | 1000万下 | 芝2400m（良） | 9     | 6     | 6     | 002.10（1人）   | 01着 | R2:25.6（34.0）     | -0.2 | 0C.ルメール   | 54        | （グランディフローラ） | 476         |
| 2016.01.31 | 京都   | 松籟S                | 1600万下 | 芝2400m（稍） | 9     | 2     | 2     | 002.00（1人）   | 01着 | R2:27.0（35.0）     | -0.2 | 0M.デムーロ   | 54        | （ペンタトニック）     | 478         |
| 0000.02.20 | 東京   | ダイヤモンドS        | GIII     | 芝3400m（稍） | 16    | 6     | 11    | 006.30（3人）   | 06着 | R3:40.8（39.5）     | -3.0 | 0池添謙一     | 54        | トゥインクル           | 482         |
| 0000.04.23 | 東京   | メトロポリタンS      | OP       | 芝2400m（良） | 6     | 5     | 5     | 002.10（1人）   | 01着 | R2:26.2（34.3）     | -0.1 | 0戸崎圭太     | 55        | （タマモベストプレイ） | 478         |
| 0000.05.29 | 東京   | 目黒記念             | GII      | 芝2500m（良） | 18    | 3     | 5     | 007.00（4人）   | 05着 | 02:30.8（34.8）     | -0.2 | 0H.ボウマン   | 56        | クリプトグラム         | 478         |
| 0000.08.06 | 札幌   | 札幌日経OP           |          | 芝2600m（良） | 14    | 7     | 11    | 002.30（1人）   | 01着 | R2:39.8（35.2）     | -0.1 | 0C.ルメール   | 56        | （トゥインクル）       | 480         |
| 0000.11.06 | 東京   | アルゼンチン共和国杯 | GII      | 芝2500m（良） | 15    | 1     | 1     | 003.40（1人）   | 04着 | R2:33.6（33.9）     | -0.2 | 0C.ルメール   | 56.5      | シュヴァルグラン       | 484         |
| 0000.12.03 | 中山   | ステイヤーズS        | GII      | 芝3600m（良） | 13    | 6     | 8     | 003.90（2人）   | 03着 | R3:47.7（35.0）     | -0.3 | 0C.ルメール   | 56        | アルバート             | 486         |
| 2017.01.17 | 京都   | 日経新春杯           | GII      | 芝2400m（稍） | 14    | 5     | 8     | 006.70（4人）   | 03着 | R2:26.0（35.8）     | -0.3 | 0V.シュミノー | 56.5      | ミッキーロケット       | 480         |
| 0000.04.02 | 阪神   | 大阪杯               | GI       | 芝2000m（良） | 14    | 6     | 10    | 194.6（11人）   | 08着 | R1:59.8（34.5）     | -0.9 | 0内田博幸     | 57        | キタサンブラック       | 476         |
| 0000.05.28 | 東京   | 目黒記念             | GII      | 芝2500m（良） | 18    | 1     | 1     | 007.00（3人）   | 08着 | R2:31.7（35.3）     | -0.8 | 0内田博幸     | 56.5      | フェイムゲーム         | 474         |
| 0000.08.05 | 札幌   | 札幌日経OP           |          | 芝2600m（良） | 10    | 7     | 8     | 001.70（1人）   | 01着 | R2:40.6（34.9）     | -0.1 | 0C.ルメール   | 57        | （シルクドリーマー）   | 492         |
| 0000.09.24 | 中山   | オールカマー         | GII      | 芝2200m（良） | 17    | 7     | 14    | 005.30（2人）   | 09着 | R2:14.6（33.5）     | -0.8 | 0田辺裕信     | 56        | ルージュバック         | 482         |
| 0000.12.02 | 阪神   | チャレンジC          | GIII     | 芝2000m（良） | 12    | 5     | 5     | 004.50（3人）   | 04着 | R1:58.7（34.4）     | -0.1 | 0C.ルメール   | 56        | サトノクロニクル       | 480         |
| 2018.01.14 | 京都   | 日経新春杯           | GII      | 芝2400m（良） | 12    | 3     | 3     | 004.50（3人）   | 07着 | R2:27.7（35.4）     | -1.4 | 0C.ルメール   | 57        | パフォーマプロミス     | 492         |
| 0000.02.24 | 阪神   | 仁川S                | OP       | ダ2000m（良） | 16    | 3     | 6     | 009.90（5人）   | 08着 | R2:04.8（37.3）     | -0.7 | 0C.ルメール   | 57        | ナムラアラシ           | 488         |
| 0000.04.15 | 阪神   | アンタレスS          | GIII     | ダ1800m（不） | 16    | 7     | 14    | 084.1（15人）   | 15着 | R1:51.4（38.5）     | -1.6 | 0池添謙一     | 56        | グレイトパール         | 488         |
| 0000.06.02 | 阪神   | 鳴尾記念             | GIII     | 芝2000m（良） | 11    | 3     | 3     | 038.50（9人）   | 06着 | R1:58.3（35.4）     | -1.1 | 0石川裕紀人   | 56        | ストロングタイタン     | 480         |
| 0000.08.04 | 札幌   | 札幌日経OP           |          | 芝2600m（良） | 14    | 4     | 6     | 004.00（2人）   | 05着 | R2:41.4（35.7）     | -1.0 | 0池添謙一     | 58        | ヴォージュ             | 482         |
| 0000.10.08 | 京都   | 京都大賞典           | GII      | 芝2400m（良） | 11    | 1     | 1     | 125.00（9人）   | 09着 | R2:26.6（35.1）     | -1.2 | 0松山弘平     | 56        | サトノダイヤモンド     | 484         |
| 0000.12.01 | 中山   | ステイヤーズS        | GII      | 芝3600m（良） | 13    | 3     | 3     | 004.90（4人）   | 03着 | R3:45.6（36.2）     | -0.4 | 0W.ビュイック | 56        | リッジマン             | 490         |
| 2019.08.03 | 札幌   | 札幌日経OP           | L        | 芝2600m（良） | 10    | 8     | 10    | 005.00（1人）   | 06着 | R2:41.1（35.7）     | -0.4 | 0C.ルメール   | 58        | カフジプリンス         | 484         |
| 0000.09.01 | 札幌   | 丹頂S                | OP       | 芝2600m（良） | 13    | 8     | 12    | 009.70（5人）   | 08着 | R2:42.1（36.3）     | -1.3 | 0荻野極       | 56        | ポンデザール           | 488         |
| 0000.11.30 | 中山   | ステイヤーズS        | GII      | 芝3600m（良） | 10    | 8     | 9     | 012.50（6人）   | 01着 | R3:46.1（36.0）     | -0.1 | 0W.ビュイック | 56        | （アルバート）         | 484         |
| 2020.10.11 | 京都   | 京都大賞典           | GII      | 芝2400m（稍） | 17    | 5     | 9     | 247.7（16人）   | 16着 | R2:27.9（36.6）     | -2.3 | 0嶋田純次     | 57        | グローリーヴェイズ     | 488         |

## 血統表
| モンドインテロの血統            | モンドインテロの血統                                   | モンドインテロの血統       | （血統表の出典）           | （血統表の出典） |
| 父系                            | サンデーサイレンス系                                   | サンデーサイレンス系       | サンデーサイレンス系       | [ § 2 ]          |
| 父 ディープインパクト 2002 鹿毛 | 父の父*サンデーサイレンス Sunday Silence 1986 青鹿毛   | Halo                       | Hail to Reason             | Hail to Reason   |
| 父 ディープインパクト 2002 鹿毛 | 父の父*サンデーサイレンス Sunday Silence 1986 青鹿毛   | Halo                       | Cosmah                     |                  |
| 父 ディープインパクト 2002 鹿毛 | 父の父*サンデーサイレンス Sunday Silence 1986 青鹿毛   | Wishing Well               | Understanding              | Understanding    |
| 父 ディープインパクト 2002 鹿毛 | 父の父*サンデーサイレンス Sunday Silence 1986 青鹿毛   | Wishing Well               | Mountain Flower            |                  |
| 父 ディープインパクト 2002 鹿毛 | 父の母*ウインドインハーヘア Wind in Her Hair 1991 鹿毛 | Alzao                      | Lyphard                    | Lyphard          |
| 父 ディープインパクト 2002 鹿毛 | 父の母*ウインドインハーヘア Wind in Her Hair 1991 鹿毛 | Alzao                      | Lady Rebecca               |                  |
| 父 ディープインパクト 2002 鹿毛 | 父の母*ウインドインハーヘア Wind in Her Hair 1991 鹿毛 | Burghclere                 | Busted                     | Busted           |
| 父 ディープインパクト 2002 鹿毛 | 父の母*ウインドインハーヘア Wind in Her Hair 1991 鹿毛 | Burghclere                 | Highclere                  |                  |
| 母 シルクユニバーサル 2001 鹿毛 | 母の父*ブライアンズタイム Brian's Time 1985 黒鹿毛     | Roberto                    | Hail to Reason             | Hail to Reason   |
| 母 シルクユニバーサル 2001 鹿毛 | 母の父*ブライアンズタイム Brian's Time 1985 黒鹿毛     | Roberto                    | Bramalea                   |                  |
| 母 シルクユニバーサル 2001 鹿毛 | 母の父*ブライアンズタイム Brian's Time 1985 黒鹿毛     | Kelley's Day               | Graustark                  | Graustark        |
| 母 シルクユニバーサル 2001 鹿毛 | 母の父*ブライアンズタイム Brian's Time 1985 黒鹿毛     | Kelley's Day               | Golden Trail               |                  |
| 母 シルクユニバーサル 2001 鹿毛 | 母の母*トロピカルサウンドII Tropical Sound 1987 鹿毛   | Fappiano                   | Mr. Prospector             | Mr. Prospector   |
| 母 シルクユニバーサル 2001 鹿毛 | 母の母*トロピカルサウンドII Tropical Sound 1987 鹿毛   | Fappiano                   | Killaloe                   |                  |
| 母 シルクユニバーサル 2001 鹿毛 | 母の母*トロピカルサウンドII Tropical Sound 1987 鹿毛   | Pacific Princess           | Damascus                   | Damascus         |
| 母 シルクユニバーサル 2001 鹿毛 | 母の母*トロピカルサウンドII Tropical Sound 1987 鹿毛   | Pacific Princess           | Fiji                       |                  |
| 母系(F-No.)                     | (FN:13-a)                                              | (FN:13-a)                  | (FN:13-a)                  | [ § 3 ]          |
| 5代内の近親交配                 | Hail to Reason 4×4＝12.50%                             | Hail to Reason 4×4＝12.50% | Hail to Reason 4×4＝12.50% | [ § 4 ]          |
| 出典                            | 1. 2. 3. 4.                                            | 1. 2. 3. 4.                | 1. 2. 3. 4.                | 1. 2. 3. 4.      |

- 半弟に2017年のラジオNIKKEI賞、2018年の中山金杯を制したセダブリランテス（父ディープブリランテ）がいる[13]。
- 母シルクユニバーサルは中央で2勝。その従兄弟にビワハヤヒデ、ナリタブライアン、ビワタケヒデ、ファレノプシス、サンデーブレイク、キズナなど[13]。